# Fosforan sodu
Fosforan sodu (nazwa Stocka: fosforan(V) sodu), Na3PO4 – nieorganiczny związek chemiczny, sól sodowa kwasu fosforowego.

## Właściwości
Białe kryształy dobrze rozpuszczalne w wodzie. Roztwór wodny ma odczyn silnie zasadowy, np. pH jego roztworu 1% wynosi 11,9. Występuje w postaci hydratu (najczęściej jako dwunastowodzian, rzadziej jako dziesięciowodzian).

## Zastosowania
Stosowany do strącania fosforanów innych metali, produkcji środków chemicznych do zmiękczania wody, regulator kwasowości (E339) oraz jako substancja wzbogacająca żywność w fosfor. Jest składnikiem nawozów fosforowych i może się przyczynić do eutrofizacji wód.